# Farona fuscipennis
Farona fuscipennis är en insektsart som beskrevs av Melichar 1902. Farona fuscipennis ingår i släktet Farona och familjen Flatidae. Inga underarter finns listade i Catalogue of Life.